# Lillsjön (Bureå socken, Västerbotten)
Lillsjön är en sjö i Skellefteå kommun i Västerbotten och ingår i Bureälven-Mångbyåns kustområde.